# 6707 Shigeru
A 6707 Shigeru (ideiglenes jelöléssel 1988 VZ3) a Naprendszer kisbolygóövében található aszteroida. Janai Maszajuki és Vatanabe Kazuró fedezte fel 1988. november 13-án.